# Макарий (Веретенников)
Архимандри́т Мака́рий (в миру Пётр Ива́нович Верете́нников; 19 ноября 1951, Магнитогорск) — священнослужитель Русской православной церкви, архимандрит, советский и российский историк-медиевист, профессор Московской духовной академии (МДА), доктор церковной истории (2014), лауреат Макариевской премии.
Член Синодальной богослужебной комиссии. Член научно-редакционного совета «Православной энциклопедии» и автор ряда статей этого издания. Входит в Агиографический совет и экспертный совет по Макариевским премиям.

## Биография
Родился 19 ноября 1951 года в Магнитогорске в православной семье. Получил имя в честь священномученика Петра, архиепископа Александрийского. Через несколько лет семья переехала в город Караганду Казахской ССР. В тогдашнем Казахстане жили многие подвижники благочестия, некогда сосланные туда. Семье Веретенниковых довелось общаться со многими из них. В их число входили: старец Севастиан Карагандинский, схимонахини Агния (Стародубцева), Анастасия (Шевеленко), митрополит Алма-Атинский святитель Иосиф (Чернов). Впоследствии о многих из них отец Макарий написал воспоминания и биографические статьи.
В 1969 году окончил среднюю школу в Караганде.
Отслужив в армии, в 1972 году по благословению митрополита Алма-Атинского и Казахстанского Иосифа (Чернова) поступил в Московскую духовную семинарию и был принят во второй класс. В 1974 году окончил Московскую духовную семинарию и поступил в Московскую духовную академию.
22 мая 1978 года в академическом Покровском храме Троице-Сергиевой лавры архиепископом Дмитровским Владимиром (Сабоданом) был рукоположён во диакона целибатом.
В том же году окончил Московскую духовную академию (МДА) со степенью кандидата богословия за сочинение «Всероссийский митрополит Макарий и его церковно-просветительская деятельность», после чего был оставлен профессорским стипендиатом на кафедре истории Русской церкви и помощником инспектора в МДАиС. С сентября того же года начал преподавать в Московских духовных семинарии и академии. Тема кандидатской диссертации надолго определила сферу его научных интересов.
19 декабря 1979 года рукоположён во иерея.
Осенью 1981 года направлен служить на приход в городе Дюссельдорфе, где был возведен в сан протоиерея.
17 марта 1982 года в Троицком собор Троице-Сергиевой лавры её наместником архимандритом Иеронимом (Зиновьевым) был пострижен в монашество с именем Макарий в честь Макария Египетского. Через месяц возведён в сан игумена.
С сентября 1982 по июль 1985 года обучался на богословском факультете Галле-Виттенбергского университета в Галле (ГДР) и одновременно служил в храме святой равноапостольной Марии Магдалины на историческом кладбище в Веймаре.
После возвращения в Московскую духовную академию был назначен преподавателем Ветхого Завета и истории Русской церкви МДАиС. Осенью 1985 года назначен руководителем регентского класса при МДА.
С 14 по 26 июня 1986 года находился в составе группы паломников, путешествовавших на Святую Землю, где патриархом Диодором был награждён крестом Святогробского братства.
В марте 1988 года, ко дню Пасхи, был возведён в сан архимандрита.
21 апреля 1988 года на богословском факультете Галле-Виттенбергского университета защитил диссертацию на тему «Церковь равноапостольной Марии Магдалины в Веймаре», за что ему было присуждено учёное звание доктора теологии.
В тот же период работал на диссертацией, посвящённой митрополиту Московскому Макарию. Собранные им материалы были использованы для канонизации митрополита Макария на Поместном соборе 1988 года.
В декабре 1988 года назначен на должность инспектора МДА и утверждён в звании доцента.
13 сентября 1989 года назначен ректором вновь открытой Тобольской духовной семинарии. В Тобольске был избран в депутаты городского совета.
В июле 1990 года освобождён от должности ректора Тобольской духовной семинарии и назначен ректором Ставропольской духовной семинарии.
7 мая 1991 года решением Священного синода освобождён от должности ректора Ставропольской духовной семинарии и переведён насельником в Свято-Троицкую Сергиеву лавру.
С 1 сентября 1992 года восстановлен в штате МДАиС на кафедре истории Русской церкви.
14 октября 1994 года утверждён в должности первого проректора МДАиС.
14 марта 1996 года защитил диссертацию «Жизнь и труды святителя Макария, митрополита Московского и всея Руси» и был удостоен учёной степени магистра богословия. За эту работу в 1997 году был награждён Макарьевской премией, которая в тот год вручалась впервые после революции.
В этот период архимандрит Макарий сотрудничал с рядом церковных издательств, в частности, с московским подворьем Спасо-Преображенского Валаамского монастыря. Участвовал в переиздании многотомной «Истории Русской Церкви» митрополита Макария (Булгакова), составил комментарии к книге 4-й (1448—1589 годы). Кроме того, являлся членом редакционного совета и постоянным автором журналов «Альфа и Омега», «Вышенский паломник» (Рязань) и «Вестник церковной истории».
С июня 2001 по март 2010 года был заведующим регентской школой при МДА, в 2004 году утверждён в звании профессора. Его усердию принадлежит издание диска «Молебного пения с акафистом преподобному Сергию Радонежскому», записанный хором регентской школы при непосредственном участии архимандрита Макария.
15 июня 2014 года во время выпускного акта Московской духовной академии ректор Московских духовных школ архиепископ Верейский Евгений вручил архимандриту Макарию диплом доктора богословия.

## Награды
- Патриаршая грамота (1985);
- право ношения двух крестов (1989);
- орден святого князя Даниила Московского III степени (1996);
- орден преподобного Сергия Радонежского III степени (1997);
- лауреат Макариевской премии (1997);
- орден святого князя Даниила Московского II степени (2001);
- орден святителя Макария Московского III степени (2002);
- почётный знак святой Татианы степени «Наставник молодёжи» (2003);
- медаль Вооружённых сил «За веру и Отечество» (2003);
- орден преподобного Сергия Радонежского II степени (2007);
- медаль «Святой благоверный великий князь Георгий Всеволодович» (2016).

## Труды
- Московский Митрополит Макарий и его время: Сб. ст.. — М.: Изд-во Спасо-Преображенского Валаамского монастыря, 1996. — 304 с. — (Церковно-историческая библиотека). — 2000 экз. — ISBN 5-7302-0862-6.
- Русская святость в истории, иконе и словесности: очерки русской агиологии / ред. М. Журинская. — М. : Издательство Московского подворья Свято-Троицкой Сергиевой Лавры, 1998. — 128 с. — (Библиотека журнала «Альфа и Омега»). — ISBN 5-7789-0036-8
- Спаси и сохрани от чародейства. — М. : Благовест, 1999. — 61 с. — ISBN 5-7854-0062-6
- Жизнь и труды святителя Макария, Митрополита Московского и всея Руси. — М.: Издат. совет Русской Православной Церкви, 2002. — 512, [2] с. — 2000 экз. — ISBN 5-94625-015-9.
- Обитель преподобного Сергия. — Сергиев Посад: Свято-Троицкая Сергиева Лавра, 2004. — 128 с. — 5000 экз.
- Святая Русь: Агиография. История. Иерархия: Сб. ст.. — М.: Индрик, 2005. — 368 с. — 1000 экз. — ISBN 5-85759-337-9.
- Из истории русской иерархии XVI века. — М.: Издательство Московского подворья Свято-Троицкой Сергиевой Лавры, 2006. — 320 с. — ISBN 5-7789-0213-1.
- О Церкви земной и Церкви небесной: сборник статей к 55-летию автора и к 10-летию его сотрудничества в журнале «Альфа и Омега». — М., 2006. — 512 с. — (Биб-ка журн. «Альфа и Омега»). — 1000 экз. — ISBN 5-94924-005-7.
- Святитель Макарий, митрополит Московский, и архиереи его времени. — М., 2006. — 524 с. — 1000 экз. — ISBN 5-7533-0040-5.
- Регентская школа при Московской духовной академии. — Сергиев Посад, 2007. — 36 с. — 1500 экз.
- Заметки о православной вере. — СПб.: Русская симфония, 2009. — 128 с. — 3000 экз. — ISBN 978-5-91055-035-7.
- Московские митрополиты XVI века. — Сергиев Посад, 2010. — 352 с. — 1200 экз.
- Святитель Макарий, митрополит Московский: Очерки о жизни и деятельности. — СПб.: Русская симфония, 2010. — 392 с. — 500 экз. — ISBN 978-5-91055-037-1.
- Честнии друзи Божии: Сб. ст. к 60-летию автора и к 15-летию его сотрудничества в журнале «Альфа и Омега». — М., 2011. — 368 с. — (Биб-ка журн. «Альфа и Омега»). — 300 экз. — ISBN 5-88060-008-4.
- Святой Митрополит Иона. — М., 2013.
- Святой Митрополит Киприан. — М.: Изд. храма Живоначальной Троицы, 2013. — 104 с.
- Эпоха Митрополита Макария: События и люди. — Можайск, 2014. — 256 с. — ISBN 978-5-9902186-9-7.
- Святой Митрополит Макарий. — М.: Храм Живоначальной Троицы в Троицком-Голенищеве, 2015. — 112 с.
- Святитель Макарий Московский и обитель преподобного Иосифа Волоцкого. — Можайск: Периодика, 2015. — 192 с. — 350 экз. — ISBN 978-5-9902186-9-7.
- Нотный сборник диаконского служения / сост., предисл. архимандрита Макария (Веретенникова). — Свято-Троицкая Сергиева лавра, 2016. — 140 с.
- История Русской Церкви. Митрополичий период: 988-1589 гг.. — Н. Новгород: Издат. отдел Нижегородской епархии; Воснесенский Печерский монастырь, 2016. — 672 с. — (Церковно-историческая библиотека). — 2000 экз. — ISBN 978-5-903657-73-5.
- Из истории соборов Русской Церкви. — Можайск: Периодика, 2016. — 232 с. — 150 экз.
- Митрополиты Древней Руси (X-XVI века). — М.: Изд-во Сретенского монастыря, 2016. — 1256 с. — 1000 экз. — ISBN 978-5-7533-1099-6.
- Подвиг архимандрита Иоасафа. — М.: ЭйПиСиПаблишинг, 2016. — 48 с. — (Из истории обороны Лавры в Смутное время). — ISBN 978-5-9905200-8-0.
- На ниве церковно-исторической науки. — Можайск, 2017. — 254 с. — 300 экз. — ISBN 978-5-9500285-2-6.
- Митрополит Московский Макарий: жизнь и деятельность в зеркале исторических источников. — Можайск, 2017. — 448 с. — 250 экз. — ISBN 978-5-9500285-1-9.
- Историко-агиологический сборник. — Приложение № 11 к «Киприановскому источнику». — М.: Троицкое-Голенищево, 2016. — 208 с.
- Православный Восток и Русская Церковь. — Можайск, 2017. — 168 с. — 350 экз.
- Лаврский архимандрит Кирилл. Светлой памяти почившего о Господе старца архимандрита (Павлова) / Сост. архимандрит Макарий (Веретенников). — М., 2017. — 236 с.
- О почитании святых. — Сергиев Посад, 2017. — 144 с. — ISBN 978-5-906101-62-4.
- Святые священномученик Киприан и мученица Иустина. Житие, служба, акафист. — М., 2018. — 77 с.
- Троицкие настоятели на Всероссийском престоле. — Сергиев Посад: Свято-Троицкая Сергиева Лавра, 2018. — 192 с. — (Лавские книжные сокровища). — 1000 экз. — ISBN 978-5-6041199-0-7.
- Патриаршее служение в Московской Руси (Смута). — Можайск: ИП Колмогоров И. А., 2018. — 296 с. — 250 экз. — ISBN 978-5-91556-450-2.
- Из истории Троице-Сергиевой Лавры. — Лавские книжные сокровища. — Сергиев Посад: Свято-Троицкая Сергиева Лавра, 2019. — 224 с. — 1000 экз. — ISBN 978-5-6041199-7-6.
- Христианское благочестие: история и традиции. — М.: Московское Подворье Свято-Троицкой Сергиевой Лавры, 2019. — 380 с. — 4000 экз. — ISBN 978-5-7789-0305-0.
- Почитание святых ангелов и угодников Божиих. — М.: Самиздат, 2019. — 72 с. — 300 экз.
- В помощь страждущим от чародейства. — М., 2019. — 79 с.
  - В помощь страждущим от чародейства. — М., 2020. — 79 с.
- Забелешке православног историчара. — Београд, 2019. — 201 с.
- Святой равноапостольный князь Владимир — Креститель Земли Русской. — Можайск, 2019. — 208 с.
- Великий Государь Патриарх Филарет Никитич (1619-1633). — Можайск: ИП Колмогоров И. А., 2020. — 242 с. — 250 экз. — ISBN 978-5-91556-698-8.
- Митрополиты древнего Киева. — Можайск: ИП Колмогоров И. А., 2020. — 248 с. — 250 экз. — ISBN 978-5-91556-703-9.
- Патриаршее служение в Московской Руси (устроение). — Можайск, 2021. — 418 с.
- Святейший Патриарх Иосиф. — М., 2021. — 135 с.
- Святой священномученик Патриарх Ермоген (1606—1612). — Можайск, 2021. — 116 с.
- Первая русская царица. — Сергиев Посад: Издательство Московской духовной академии, 2022. — 124 с. — 250 экз. — ISBN 978-5-907449-05-3.
- Патриарх-схимник. — Сергиев Посад: Троице-Сергиева лавра, 2024. — 542 с. — 1000 экз. — ISBN 978-5-00009-283-5.
- Патриаршее служение в Московской Руси (противоречия). — Можайск, 2024. — 483 с. — 300 экз.
- Всероссийский Патриарх Иоасаф II. Троицкий настоятель на Первосвятительском престоле. — Сергиев Посад: Свято-Троицкая Сергиева Лавра, 2024. — 176 с. — 500 экз. — ISBN 978-5-00009-292-7.
- Митрополит Московский Платон. — Сергиев Посад: Свято-Троицкая Сергиева Лавра, 2025. — 224 с. — ISBN 978-5-00009-304-7.

- Святитель Макарий, архиепископ Великого Новгорода и Пскова (1526—1542) // Журнал Московской Патриархии. — 1979. — № 8. — С. 69—79.
- Священномученик Петр, архиепископ Александрийский // Журнал Московской Патриархии. — 1979. — № 10. — С. 63—70.
- Начало занятий в Московских духовных академии и семинарии // Журнал Московской Патриархии. 1979. — № 11. — С. 23—24
- Московские Соборы 1547 и 1549 годов // Журнал Московской Патриархии. — 1979. — № 12. — С. 69—77.
- Священномученик Петр, архиепископ Александрийский (из истории гимнографии) // Журнал Московской Патриархии. — 1980. — № 11. — С. 67—75.
- Святитель Геннадий, архиепископ Новгородский // Журнал Московской Патриархии. — 1981. — № 1. — С. 71, 74.
- Первосвятительская деятельность Макария, митрополита Московского и всея Руси (+ 1563) // Вестник Русского Западно-Европейского Патриаршего Экзархата. — 1981. — № 105—108. — С. 213—246.
- В праздник Введения Пресвятой Богородицы // Журнал Московской Патриархии. — 1981. — № 11. — С. 44—45.
- Богословские собеседования «Арнольдсхайн-IX» // Журнал Московской Патриархии. — 1982. — № 1. — С. 57—59.
- Берестяные грамоты как источник церковной истории // Журнал Московской Патриархии. — 1982. — № 10. — С. 24—25.
- Преподобный Александр Свирский, «новый чудотворец» — русский подвижник XVI века // Богословские труды. 1982. — № 23. — С.321-336
- Берестяные грамоты как источник русской церковной истории // Богословские труды. 1983. — № 24. — С. 307—319
- Всероссийский Митрополит Афанасий (1564—1566) // Богословские труды. — Сб. 25. — 1984. — С. 247—257.
- Школа Всероссийского митрополита Макария // Богословские труды: Юбилейный сб. Московской Духовной Академии: 300 лет (1685—1985). — 1986. — С. 331—336.
- Участие Русской Православной Церкви в освобождении Древнерусского государства от монголо-татарского ига // Богословские труды. 1987. — № 28. — С. 112—119
- Великие Макарьевские Четьи-Минеи — сокровище духовной письменности Древней Руси // Богословские труды. — Сб. 29. — 1989. — С. 106—126.
- Митрополит московский Макарий и церковно-литературная деятельность его времени // Тысячелетие крещения Руси. Межд. церк. науч. конф. «Богословие и духовность»; Москва 11—18 мая 1987 г. — 1989. — Т. 2. — С. 275—289.
- Автографы Всероссийского Митрополита Макария из Древлехранилища ЦГАДА // Богословские труды. — Сб. 31. — 1992. — С. 267—276.
- Митрополит Макарий и преподобный Иосиф Волоцкий // Церковь и время. 1992. — № 3 — С. 66-71
- Новые материалы о Всероссийском Митрополите Макарии // Церковь и время. 1992. — № 3. — С. 72-76
- Преподобный Александр Свирский и святитель Макарий, митрополит Московский // Альфа и Омега. 1995. — № 1 (4). — С. 135—144
- Келарь Троице-Сергиевой обители старей Адриан Ангелов // Альфа и Омега. 1995. — № 2 (5). — С. 117—126
- жизни митрополита Московского и всея Руси Макария // Альфа и Омега. 1995. — № 4 (7). — С. 109—119
- Соображения и замечания по поводу опубликованной в журнале «Новая Европа» беседы со священником Георгием Кочетковым // Сети «обновленного православия». — М. : Русский Вестник, 1995. — 256 с. — С. 64—67
- Истоки просветительной и канонической деятельности Митрополита Московского Макария // Журнал Московской Патриархии. М., 1996. — № 3. — С. 74-77.
- Стоглавый собор 1551 года // Альфа и Омега. — 1996. — № 1 (8). — С. 88—104.
- Преподобный Серапион Кожеезерский // Богословские труды: сборник. — 1996. — № 32. — С. 5-14
- Заметки по русской агиологии // Альфа и Омега. 1996. — № 2/3 (9/10). — С. 257—267
- Митрополит Макарий и его святые современники // Альфа и Омега. — 1996. — Вып. 4 (11). — С. 158—172.
- Русское национальное самосознание на пути к патриаршеству // Встреча. — 1997. — № 1 (4). — С. 18—24.
- Инок Зиновий Отенский — новгородский богослов XVI века // Альфа и Омега. 1997. — № 1 (12). — С. 134—156
- Эпоха новых чудотворцев // Альфа и Омега. 1997. — № 2 (13). — С. 128—144
- Можайский период Всероссийского митрополита Макария // Альфа и Омега. 1997. — № 3 (14). — С. 173—182
- Пятые Макарьевские чтения // Альфа и Омега. 1997. — № 3 (14). — С. 388—389
- Из истории русской церковной иерархии XVI века // Богословские труды. М., 1997. — № 33. — С. 63—74.
- Иконы митрополита Филиппа // Искусство христианского мира: сборник статей. — Вып. 2. — М. : ПСТБИ, 1998. — 150 с. — С. 42-48
- Церковный собор 1549 года // Альфа и Омега. 1998. — № 2 (16). — С. 141—145
- Иосиф, митрополит Алма-Атинский и Казахстанский // Альфа и Омега. 1998. — № 4 (18). — С. 134—146
- Священномученик Петр, архиепископ Александрийский // Альфа и Омега. 1998. — № 4 (18). — С. 206—237
- Архимандрит Георгий (Тертышников) // Журнал Московской Патриархии. М., 1998. — № 12. — С. 33-35.
- Духовные грамоты, подписанные святителем Макарием // Исторический вестник. 1999. — № 2 — С. 93-100
- Вехи жизни Всероссийского митрополита Антония († 1581) // Альфа и Омега. 1999. — № 2 (20). — С. 185—187
- Заметки о митрополите Макарии († 1563) // Альфа и Омега. 1999. — № 1 (19). — С. 193—201
- Новый автограф святителя Макария // Альфа и Омега. 1999. — № 3 (21). — С. 243—246
- Окозрительный устав архиепископа Новгородского Геннадия // Альфа и Омега. 1999. — № 4 (22). — С. 177—181
- Храм святой и равноапостольной Марии Магдалины в Веймаре // Альфа и Омега. 2000. — № 1 (23). — С. 109—127
- Последние годы архиерейства святителя Макария в Великом Новгороде // Альфа и Омега. 2000. — № 2 (24). — С. 160—171
- Новгородский архиепископ Феодосий (1542—1551; †1563) // Альфа и Омега. 2000. — № 3 (25). — С. 187—210
- Важнейшие вехи жизни святителя Макария // Альфа и Омега : альманах. — 2000. — № 4 (26). — С. 151—162.
- Новгородский святитель Геннадий и его церковно-просветительские труды // Исторический вестник. — 2000. — № 6. — С. 30—62.
- Святитель Макарий, митрополит Московский и всея Руси (Хронология жизни и почитания) // Исторический вестник. 2000. — № 3-4 (7-8). — С. 36-62
- Всероссийский митрополит Макарий и проблемы современной церковно-исторической науки // Исторический вестник. 2000. — № 5-6 (9-10). — С. 265—268
- Повести, написанные по благословению святителя Макария, митрополита Московского // Альфа и Омега. 2001. — № 2 (28). — С. 117—138
- Погребения Всероссийских Патриархов // Альфа и Омега. 2001. — № 3 (29). — С. 138—151
- Примеры икономии в истории Русской Церкви // Альфа и Омега. 2001. — № 4 (30). — С. 130—139
- К вопросу изучения богослужебных Миней // Альфа и Омега. 2002. — № 1 (31). — С. 86-104
- Из истории русской иерархии второй половины XVI века // Альфа и Омега. 2002. — № 2 (32). — С. 135—149
- Триодная память мученика Феодора Тирона // Альфа и Омега. 2002. — № 3 (33). — С. 103—108
- Всероссийский митрополит Варлаам (1511—1521; †1533) // Альфа и омега. — 2002. — № 4 (34). — С. 88—98.
- Епископ Суздальский и Тарусский Варлаам // Журнал Московской Патриархии. М., 2002. — № 7. — С. 44-51.
- По поводу настроений в пользу канонизации царя Иоанна Грозного // Журнал Московской Патриархии. М., 2002. — № 10. — С. 74-78.
- Регентская школа при Московской Духовной академии // Журнал Московской Патриархии. М., 2003. — № 1. — С. 38-40.
- Новгородский архиепископ Пимен (1552—1570) // Альфа и Омега. 2003. — № 1 (35). — С. 98-137
- Старец Мисаил (Сукин) // Альфа и Омега. 2003. — № 2 (36). — С. 181—187
- Русская иерархия XVI века // Альфа и Омега. 2003. — № 3 (37). — С. 102—118
- О степенях родства // Альфа и Омега. 2003. — № 4 (38). — С. 102—111
- Всероссийский Митрополит Макарий: по фрагментам из житий прп. Варлаама Хутынского и прп. Стефана Махрищского // Богословский вестник. — 2003. — № 3 — С. 129—136
- Епископ Суздальский Иона (Собина; 1544—1548) // Альфа и Омега. 2004. — № 1 (39). — С. 143—154
- Святая мученица Наталия // Альфа и Омега. 2004. — № 1 (39). — С. 204—207
- Протоиерей Стефан Сабинин († 1863) // Альфа и Омега. 2004. — № 2 (40). — С. 147—173
- Монастыри и монашество Московской Руси в XVI веке // Альфа и Омега. 2004. — № 3 (41). — С. 154—174
- Московские «гости» Дмитрий и Федор Сырковвы и святитель Макарий // Богословский вестник. 2004. — № 4 — С. 254—264
- Грамота святителя Московского Макария архиепископу Новгородскому Пимену // Журнал Московской Патриархии. М., 2004. — № 3. — С. 62-67.
- Памяти композитора П. Г. Чеснокова // Журнал Московской Патриархии. 2004. — № 4 — С. 76—77
- Митрополит Макарий в православной гимнографии // Альфа и Омега. 2005. — № 1 (42). — С. 118—126
- Русские святые, прославленные в Синодальный период // Альфа и Омега. 2005. — № 2 (43). — С. 185—210
- Священномученик Киприан и мученица Иустиния // Альфа и Омега. 2005. — № 3 (44). — С. 176—191
- Всероссийский патриарх Иоасаф II (1667—1672) // Альфа и Омега. 2005. — № 3 (44). — С. 319—330
- Святитель Гурий Казанский // Журнал Московской Патриархии. М., 2005. — № 4. — С. 74-80.
- Жизненный путь Крутицкого епископа Досифея (1508—1544) // Богословский вестник. 2005. — № 5-6. — С. 273—290
- Некоторые задачи современной церковно-исторической науки // Православное богословие на пороге третьего тысячелетия : материалы. — М. : Синодальная Богословская комиссия, 2005. — 462 с. — С. 271—274.
- Соловецкий пострижник на Патриаршем Престоле (Патриарх Иоасаф I: 1634—1640) // Альфа и Омега. 2006. — № 1 (45) — С. 80-98; № 2 (46). — C. 63-87
- Слово о святой Пелагии // Альфа и Омега. 2006. — № 1 (45). — С. 196—214
- Святительские нагробные плиты // Альфа и Омега. 2006. — № 1 (45). — С. 308—313
- «Эффект близости» в истории повседневности // Альфа и Омега. 2006. — № 2 (46). — С. 303—305
- Регентские вечера // Альфа и Омега. 2006. — № 2 (46). — С. 328—331
- Святейший патриарх Никон // Альфа и Омега. 2006. — № 3 (47). — С. 77-95
- Благоверный князь Андрей Боголюбский // Альфа и Омега. 2006. — № 3 (47). — С. 189—198
- Русское богословие XV-XVII вв.. — СПб.: Аксион эстин (электронное издание), 2007. — С. 15—17.
- Духовный писатель Волоколамский старец Досифей (Топорков) // Альфа и Омега. 2007. — № 1 (48). — С. 107—116
- Судьба католического епископа Германа из Юрьева Ливонского // Альфа и Омега. 2007. — № 2. — С. 116—122
- Из жизни Свято-Троицкой Сергиевой Лавры // Альфа и Омега. 2007. — № 2. — С. 348—352
- Золотоордынское иго и татарские набеги на Русь // Альфа и Омега. 2007. — № 3 (50). — С. 98-112
- Духовный образ святителя Макария Московского // Альфа и Омега. 2007. — № 3 (50). — С. 216—228
- Заметки по иконографии // Альфа и Омега. 2007. — № 3 (50). — С. 290—296
- Митрополит Макарий и Рим // Московская Русь и западный мир: материалы XIV Российской научной конференции, посвященной памяти Святителя Макария. Вып. 14 / ред., сост. Л. С. Кертанова, ред., сост. А. К. Крылов. — М. : Можайский полиграфкомбинат, 2007. — 352 с. — С. 7—13
- Важнейшие вехи жизни святителя Макария Митрополита Московского // Московская Русь и западный мир: материалы XIV Российской научной конференции, посвященной памяти Святителя Макария. Вып. 14 / ред., сост. Л. С. Кертанова, ред., сост. А. К. Крылов. — М. : Можайский полиграфкомбинат, 2007. — 352 с. — С. 14—37
- Переписка преподобного Максима Грека с митрополитом Макарием // Московская Русь и западный мир: материалы XIV Российской научной конференции, посвященной памяти Святителя Макария. Вып. 14 / ред., сост. Л. С. Кертанова, ред., сост. А. К. Крылов. — М. : Можайский полиграфкомбинат, 2007. — 352 с. — С. 38—48
- Из истории иконографии святителя Московского Макария // Журнал Московской Патриархии. М., 2007. — № 4. — С. 90-94.
- Принесение в Москву чудотворного Великорецкого образа Святителя Николая // Журнал Московской Патриархии. М., 2007. — № 12. — С. 88-91.
- «Ослиное» погребение // Тр. Киевской Духовной Академии. — 2008. — № 9. — С. 132—136.
- Падение Константинополя и некоторые аспекты русско-греческих связей // Альфа и Омега. 2008. — № 1 (51). — С. 109—112
- Киевский митрополит Константин I // Альфа и Омега. 2008. — № 2 (52). — С. 76-94
- «Принцип» Евхаристии // Альфа и Омега. 2008. — № 2 (52). — С. 202—205
- К вопросу об авторстве Послания царю // Альфа и Омега. 2008. — № 3 (53). — С. 58—83
- Митрополит Макарий и прп. Максим Грек // Богословский вестник. 2008. — № 7. — С. 200—220
- Епископ Коломенский Вассиан (Топорков; 1525—1542; 1553) // Преподобный Иосиф Волоцкий и его обитель: Сб. статей. — М. : Северный паломник, 2008. — 512 с. — С. 23—28.
- Инославные иерархи на Руси при Иоанне Грозном // «Москва — Третий Рим»: материалы XV Российской научной конференции, посвященной памяти Святителя Макария. Вып. 15. — М. : Можайский полиграфкомбинат, 2008. — 608 с. — С. 10—22
- Заздравная чаша митрополита Макария // «Москва — Третий Рим»: материалы XV Российской научной конференции, посвященной памяти Святителя Макария. Вып. 15. — М. : Можайский полиграфкомбинат, 2008. — 608 с. — С. 23—26
- Заметки по церковной истории XVII века. Автограф царского духовника // «Москва — Третий Рим»: материалы XV Российской научной конференции, посвященной памяти Святителя Макария. Вып. 15. — М. : Можайский полиграфкомбинат, 2008. — 608 с. — С. 27−32
- Святая равноапостольная Мария Магдалина // Альфа и Омега. 2009. — № 1 (54). — С. 175—187
- Преподобный Сергий, игумен Радонежский // Альфа и Омега. 2009. — № 2 (55). — С. 139—162
- Святой апостол Фома // Альфа и Омега. 2009. — № 3 (56). — С. 144—163
- Русские митрополиты в эпоху святителя Макария // Иван Грозный как религиозный тип. Статьи и материалы. — Нижний Новгород : Христианская библиотека, 2009. — 344 с. — С. 282—285
- Церковный историк профессор Иван Николаевич Шабатин // Богословский вестник: юбилейный выпуск. 2010. — № 11-12. — Сергиев Посад : Московская духовная академия, 2010. — С. 537—547.
- Предыстория христианства на Руси // Альфа и Омега. 2010. — № 1 (57). — С. 91-117
- Неопубликованное произведение макарьевского книжника // Альфа и Омега. 2010. — № 1 (57). — С. 338—346
- Лаврский духовник архимандрит Кирилл // Альфа и Омега. 2010. — № 2 (58). — С. 277—294
- Время и богослужение // Альфа и Омега. 2010. — № 2 (58). — С. 329—337
- Принятие монашества. Некоторые исторические аспекты // Альфа и Омега. 2010. — № 3 (59). — С. 94-102
- Иерарх-продвижник Казахстанской земли. К 65-летию со дня преставления священноисповедника Николая (Могилевского), митрополита Алма-Атинского и Казахстанского // Альфа и Омега. 2010. — № 3 (59). — С. 191—198
- Священномучение архимандрит Иоасаф [XVI в.] // Альфа и Омега. 2010. — № 3 (59). — С. 199—214
- У святителя Николая в Бари // Альфа и Омега. 2010. — № 3 (59). — С. 350—355
- Предыстория русской иерархии // Богословский вестник. 2010. — № 10. — С. 293—308
- Церковный историк профессор Иван Николаевич Шабатин // Богословский вестник. 2010. — № 11—12. — С. 537—546
- Киевский митрополит Кирилл I (1225—1233) // Труди Київської Духовної Академiї. № 12. — Киiв : [б. и.], 2010. — 382 с. — С. 289—296.
- Московский пожар 1547 года // Альфа и Омега. — 2011. — № 1 (60). — С. 80—86.
- Первосвятитель земли Русской (митрополит Михаил: 988-†992) // Альфа и Омега. 2011. — № 1 (60). — С. 87-102
- Киевский митрополит Ефрем (1055—1061) // Альфа и Омега. 2011. — № 2 (61). — С.90-96
- Райский сад и его насаждения // Альфа и Омега. 2011. — № 2 (61). — С.362-379
- Полоцкие заметки // Альфа и Омега. 2011. — № 2 (61). — С. 387—392
- Жизненный путь человека, или Термины родства // Альфа и Омега. 2011. — № 3 (62). — С. 52-67
- Святитель, богослов, канонист и мученик архиепископ Петр Александрийский [IV в.] // Альфа и Омега. 2011. — № 3 (62). — С. 127—137
- Первый предстоятель Русской Церкви после монголо-татарского нашествия митрополит Кирилл II (1242-† 6 дек. 1281) // Альфа и Омега. 2012. — № 1 (63). — С. 164—199
- Митрополит Макарий и московский пожар 1547 года // Нижегородская старина : Краевед.-ист. изд. — 2012. — Вып. 31–32. — С. 150—154.
- Московский чудотворец Петр // Альфа и Омега. 2012. — № 2/3 (64/65). — С. 247—298.
- Последний миг // Альфа и Омега. 2012. — № 2/3 (64/65). — С. 620—630.
- Годы без Патриаршего возглавления (1612—1619) // Церковь и общество в России на переломных этапах истории: доклады участников Всероссийской научной исторической конференции в Московской Духовной Академии 12-13 октября 2012 года. — Сергиев Посад : Московская Духовная Академия, 2014. — 332 с. — С. 9-24
- К вопросу о национальности митрополита Филиппа I // Вестник Екатеринбургской духовной семинарии. — 2015. — № 3 (11). — С. 26—43.
- Деятельность святого митрополита Максима на Русской кафедре (с приложением «Поучения» и «Повести о митрополите Максиме») // Богословский вестник. 2015. — № 16-17. — С. 125—154.
- Всероссийский Митрополит Кирилл III // Троице-Сергиева лавра в истории, культуре и духовной жизни России: Духовное служение Отечеству. Материалы IX международной научной конференции 16 — 17 октября 2014 г. — Сергиев Посад, 2016. — С. 118—131.
- Деятельность святителя Иова да Патриаршей интронизации // История и культура Ростовской земли. 2015. — Ростов, 2016. — С. 8—17.
- Забытый церковный историк // Макариевские чтения: Преподобный Иосиф Волоцкий и Московская Русь. Материалы Российской научной конференции «Макариевские чтения» 25 — 27 июня 2016. — Вып. 23. — С. 106—135.
- История учреждения Московского Патриаршества // Макариевские чтения: Преподобный Иосиф Волоцкий и Московская Русь. Материалы Российской научной конференции «Макариевские чтения» 25 — 27 июня 2016. — Вып. 23. — С. 11 — 45.
- К вопросу о периодизации истории Русской Церкви // Макариевские чтения: Преподобный Иосиф Волоцкий и Московская Русь. Материалы Российской научной конференции «Макариевские чтения» 25 — 27 июня 2016. — Вып. 23. — С. 91 — 105.
- Макарий (†31. 12. 1563, Москва), свт. // Православная энциклопедия. 2016. — Т. 42. — С. 368—384. (в соавторстве с Б. Н. Флорей и А. А. Туриловым)
- Максим… свт.// Православная энциклопедия. М., 2016. — Т. 42. — С. 729—733.
- Матфей, еп. Сарский и Подонский // Православная энциклопедия. 2016. — Т. 44. — С. 378—379.
- Матфей (†19.08.1220), Митр. Киевский // Православная энциклопедия. — М., 2016. — Т. 44. — С. 380—382.
- Митрополит Макарий (Библиография: 2011—2015)// Макариевские чтения: Преподобный Иосиф Волоцкий и Московская Русь. Материалы Российской научной конференции «Макариевские чтения» 25 — 27 июня 2016. — Вып. 23. — С. 7 — 10.
- Митрополит Макарий — выдающийся книжник Древней Руси // IX чтения по истории и культуре древней и новой России: Материалы научной конференции (Ярославль, 25 — 27 сентября 2014 года) / Под ред. Л. В. Соколовой. Ярославль, 2016. — С. 135—152.
- Некоторые аспекты литературно-богословской и книжной деятельности Патриарха Иова//Зубовские чтения: Средневековая письменность и книжность XVI—XVII вв. Источниковедение. Сборник материалов Международной научно-практической конференции 7 — 8 декабря 2015 г. г. Александров. — Владимир, 2016. — С. 35—54.
- Нотный сборник диаконского служения/Сост. и предисловие архимандрита Макария (Веретенникова). — Свято-Троицкая Сергиева Лавра, 2016. — 140 с.
- О девяностом псалме // Киприановский источник. Приходской листок церкви Живоначальной Троицы. — М., 2016. — № 1 (118). — С. 14.
- Певец харбинский // Регентское дело. 2016. — № 5. — С. 4—8.
- Послание Новгородского митрополита Иова // Вестник истории Верхотурского уезда. — Екатеринбург, 2016. — С. 107—115.
- Почитание святых. Первый образ // Studia historica Brunensia. — Brno, 2016. — Т. 63, № 1. — С. 23—39.
- Престольные кресты // Дамаскин. Журнал Нижегородской духовной семинарии. 2016. — № 2 (35). — С. 60—65.
- Протодиаконское служение // Регентское дело. 2016. — № 3(141). — С. 12—16.
- Святой Митрополит Геронтий (1473 — †28 мая 1489) // Преподобный Макарий Калязинский — святой заступник земли Русской. Сборник докладов Вторых Макарьевских Калязинских чтений (14 июня 2014 года). Калязин — Тверь, 2016. — С. 77 — 103.
- Троице-Сергиева Лавра // Большая российская энциклопедия. — М., 2016. — Т. 32. — С. 420—421.
- Харбинский церковный историк // Вестник Екатеринбургской духовной семинарии. 2016. — № 2 (14). — С. 103—140.
- Архиепископ Макарий (последние годы архиерейства в Великом Новгороде) // София. Издание Новгородской епархии. 2017. — № 2. — С. 21-26.
- Благословенные грамоты о построении храмов // «По пути времени…». 2015—2016. — Тверь, 2017. — Вып. 6. — С. 6—11.
- Всероссийский Митрополит Макарий и преподобный Иосиф Волоцкий // Преподобный Иосиф Волоцкий и его обитель. Материалы научно-практической конференции, посвященной 500-летию преставления преподобного Иосифо-Волоцкого. — М., 2017. — Вып. 4. — С. 36—43.
- Вси святии, молите Бога о нас // Лампада. — М., 2017. — № 6 (117). — С. 14—15.
- Деятельность Патриарха Филарета до времени его Первосвятительской интронизации // История и культура Ростовской земли. 2016. — Ростов, 2017. — С. 194—209.
- Духовные грамоты Предстоятелей Русской Церкви // Богословский вестник. — Сергиев Посад, 2017. — Вып. 3—4. — № 26—27. — С. 392—426.
  - Духовные грамоты Предстоятелей Русской Церкви // Макариевские чтения. — Вып. 24: Труженики на историческом поприще. Материалы Российской научной конференции «Макариевские чтения». 22 — 24 июня 2017. 2017. — С. 10—29.
- За Троицу Святую (подвиг Троицкого наместника, архимандрита Кронида) // Древние монашеские традиции в условиях современности. Материалы XXIV—XXV Международных Рождественских образовательных чтений. — М., 2017. — С. 76—81.
- Патриарх-грек на Московском престоле // «По пути времени…». 2015—2016. — Тверь, 2017. — Вып. 6. — С. 104—127.
- Патриарх Игнатий, поставленный самозванцем // Богословский вестник. Научно-богословский журнал. — Сергиев Посад, 2017. — № 24—25. — С. 269—304.
- Престольные кресты // Магнитогорские епархиальные ведомости. 2017. — Вып. 20. — С. 10 — 11.
- Собор Русской Церкви времени Патриарха Игнатия // Проблемы сохранения отечественной духовной культуры в памятниках письменности XVI—XXI вв. Сборник научных трудов. — Новосибирск, 2017. — С. 253—257.
- Творение Троицкого келаря, старца Симона (Азарьина) // Ползуновский альманах. — Барнаул, 2017. — Т. 1, Ч. 1. — № 4. — С. 56 — 80.
- Чаша Царя Бориса // Макариевские чтения. Вып. 24: Труженики на историческом поприще. Материалы Российской научной конференции «Макариевские чтения». 22 — 24 июня 2017. 2007. — С. 30 — 31.
  - Чаша Царя Бориса // Ползуновский альманах. Барнаул, 2017. — Т. 1, Ч. 1. — № 4. — С. 190—192.
- Алма-Атинский митрополит Иосиф // Макариевские чтения. Вып. 25: Судьбы православия и русская революция. Материалы Российской научной конференции «Макариевские чтения». 28 — 30 июня 2017. — Можайск, 2018. — С. 74 — 89.
- Венчание первого Русского Царя в контексте государственно-церковных отношений // Эпоха Ивана Грозного и ее отражение в историографии, письменности, искусстве, архитектуре. Сборник материалов Всероссийской с международным участием научно-практической конференции. 16 — 17 октября 2017 года г. Александров. — Владимир, 2018. — Т. 1. — С. 32 — 55.
- Местоблюститель Патриаршего Престола митрополит Казанский и Свияжский Ефрем и пути Русской Церкви в Смутное время // Богословский вестник. Научно-богословский журнал. — Сергиев Посад, 2018. — Вып. 4. — № 31. — С. 123—163.
- Митрополит Макарий. Поучение новопоставленному иерею // Богословский вестник. Сергиев Посад, 2018. — № 28. — С. 322—342.
- «Млеко Пресвятыя Богородицы» // Вестник Пензенской духовной семинарии. Нива Господня. — Пенза, 2018. — № 4 (10). — С. 108—110.
- Некоторые аспекты деятельности Патриарха Иова накануне Смутного времени // Преподобный Макарий Калязинский — святой заступник земли Русской. Сборник докладов Третьих Макарьевских Калязинских чтений. — Тверь, 2018. — С. 41—54.
- Никандр… архиеп. Ростовский // Православная энциклопедия. 2018. — Т. 49. С. 390—392.
- Никита… Митр. Киевский // Православная энциклопедия. 2018. — Т. 49. — С. 541—542.
- Никифор I… Митр. Киевский // Православная энциклопедия. 2018. — Т. 49. — С. 621—627.
- Николай, Митр. Киевский // Православная энциклопедия. 2018. — Т. 50. — С. 296—297.
- Нифонт (Кормилицын) // Православная энциклопедия. М., 2018. — Т. 51. — С. 294—297.
- Ольга (Годунова Ксения Борисовна…) // Православная энциклопедия. 2018. — Т. 52. — С. 656—658.
- Патриотическая деятельность Патриарха Иова // Макариевские чтения. Вып. 25: Судьбы православия и русская революция. Материалы Российской научной конференции «Макариевские чтения». 28 — 30 июня 2017. — Можайск, 2018. — С. 90 — 127.
- Первый Патриарх Иов и его время // Вестник Екатеринбургской духовной семинарии. — Екатеринбург, 2018. — № 1 (21). — С. 11—170.
- Подвиг девства и чистоты душевной // Киприановский источник. Приходской листок церкви Живоначальной Троицы. — М., 2018. — № 12 (153). — С. 6—8.
- Эпоха Митрополита Макария // Макариевские чтения. Вып. 25: Судьбы православия и русская революция. Материалы Российской научной конференции «Макариевские чтения». 28 — 30 июня 2017. — Можайск, 2018. — С. 13 — 28
- В преддверии Деулинского перемирия // Макариевские чтения. Вып. 26: Героическая оборона Можайска 1617—1618 годов. Материалы Российской научной конференции «Макариевские чтения» 27 — 29 июня 2018. — Можайск, 2019. — С. 21 — 38.
- Великая герцогиня и великая княгиня Мария Павловна // Сабинина М. С. Записки: 1831—1860. — М., 2019. — С. 523—534.
- Кончина Патриарха Филарета и память о нём в последующее время // Богословский вестник. — Сергиев Посад, 2019. — Т. 33. — № 2. — С. 204—225.
- Местоблюстительство Крутицкого митрополита Ионы (1614—1619) // История и культура Ростовской земли. 2018. — Ростов, 2019. — С. 175—193.
- Млеко Пресвятыя Богородицы//Магнитогорские епархиальные ведомости. 2019. — № 1 (23). — С. 8.
- Некоторые аспекты первосвятительской деятельности Митрополита Петра и его почитание // «По пути времени…». 2017—2018. — Тверь, 2019. — Вып. 7. — С. 210—232.
- Петр // Православная энциклопедия. — М., 2019. — Т. 55. — С. 553—563.
- Пимен // Православная энциклопедия. — М., 2019. — Т. 56. — С. 444—450.
- Пимен… Митр. всея Руси // Православная энциклопедия. 2019. — Т. 56. — С. 468—472.
- Подвиг Троицкого архимандрита Кронида // «По пути времени…» 2017—2018. — Тверь, 2019. — Вып. 7. — С. 8—18.
- Поставление первого Троицкого настоятеля-архимандрита // Богословский вестник. — Сергиев Посад, 2019. — Т. 32. — № 1. — С. 232—246.
- Протоиерей Стефан Сабинин (†1863) // Сабинина М. С. Записки: 1831—1860. — М., 2019. — С. 511—522.
- Судьбы Отечества в 1618 году // Международная жизнь. — М., 2019. — № 11. — С. 16—33.
- Moskevskу´ Metropolita Makarij — otec Svatе´ Rusi // Moskva — Třetí Řím/Od ideje k symbolu. Pavel Boček a kolektiv. — [Brno] 2019. — S. 87—97.
- Анастасия Романовна — первая Русская Царица // Роль музеев в формировании национальной, исторической и культурной идентичности. Сборник материалов Всероссийской научно-практической конференции. 21-22 октября 2019 г. Александров. Владимир, 2020. — Т. 1. — С. 34—107.
- Месяцесловные памяти Русской Православной Церкви // Богословский вестник. — Сергиев Посад, 2020. — № 3 (38). — С. 160—198.
- Послание Патриарха Ермогена // Троице-Сергиева Лавра в истории, культуре и духовной жизни России. Материалы XI международной научной конференции. 3 — 4 октября 2018 г. — Сергиев Посад, 2020. — С. 149—158.
- Принесение Ризы Господней в Москву // История и культура земли Ростовской. 2019. — Ростов, 2020. — С. 102—115.
- Святейший Патриарх Филарет (возвращение из плена и интронизация)// Ипатьевский вестник. Научно-богословский журнал. — Кострома, 2020. — № 1 (9). — С. 77—88.
- Страницы жизни и деятельности Московского Патриарха Иоасафа I // Pravoslávny teologickу´ zbornik. — T. XLVI (31): Jubilejnу´ zborník k 70-tе´mu vу´ročiu založenia Pravoslа´vnej bohosloveckej fakulty. — Prešov, 2020. — С. 240—286.
- Два набега на Русь // Международная жизнь. — М., 202. — № 5. — С. 92 — 101.
- Заканчивается лето Успенским постом. Фрагмент статьи архимандрита Макария (Веретенникова) «Православная Церковь и посты» // Магнитогорские епархиальные ведомости. — Магнитогорск, 2021. — Выпуск 4 (35). — № С. 2.
- Ключ к бесстрашию — это страх Божий // Славянка. Православный женский журнал. — М., 2021. — № 2 (92). — С. 22 — 33.
- Подвижник Святой Руси // Сталинградское Евангелие архимандрита Кирилла (Павлова). — Свято-Троицкая Сергиева Лавра, 2021. С. 168—169.
- Почитание преподобного Михаила Малеина // Макариевские чтения: Православная культура в период испытаний и потрясений. Материалы Российской научной конференции «Макариевские чтения». 10 — 12 июля 2019 года. — Можайск, 2021. — Вып. 27. — С. 24 — 32.
- Святейший патриарх Иосиф: кончина, погребение и память в истории // Богословский вестник. 2021. — № 1 (40). — С. 179—194
- Сказание об Афонской Горе // Макариевские чтения: Православная культура в период испытаний и потрясений. Материалы Российской научной конференции «Макариевские чтения». 10 — 12 июля 2019 года. — Можайск, 2021. — Вып. 27. — С. 33 — 56.
- Митрополит Сарский и Подонский Серапион — постриженик Калязинской обители // «По пути времени…». 2019—2020. — Тверь, 2021. — С. 205−231.
- «Прошлое тяготеет и будет тяготеть над нами» // Московский журнал. История государства Российского. № 11. — М., 2021. — С. 4−15.
- Святейший Патриарх Филарет и монастыри // «По пути времени…». 2019—2020. — Тверь, 2021. — С. 40−76.
- О дате рождения Патриарха Никона // Культурное наследие. 2021. — № 4. — С. 4-8.
- Святые семь Ефесских отроков // Богословский вестник. Сергиев Посад. 2021. — № 3. — С. 189—189.
- Страдания великомученицы Екатерины и ее почитание // Вестник Пензенской духовной семинарии. Пенза, 2021. — № 2 (20). — С. 6-32.
- Исторические параллели: Митрополит Макарий и Патриарх Никон (Новые документы об их деятельности) // Диакрисис. — 2022. — Вып. №3(7). — С. 12—57.
- Московский Митрополит Макарий — созидатель Святой Руси // Теория «Москва — Третий Рим» в словесных и визуальных образах. Легенды и реальность : Коллективная монография. — М., 2022. — С. 128—148.